# Komi Sélom Klassou
Komi Sélom Klassou (ur. 10 lutego 1960 roku w Notse) – polityk togijski. Premier Togo od 10 czerwca 2015 roku do 23 września 2020. W latach 2000–2003 był ministrem kultury, młodzieży i sportu. W latach 2003–2007 był ministrem podstawowej i średniej edukacji.